# حدس منطقي
الحدس المنطقي، أو الحدس الرياضي، أو الحدس العقلاني (بالإنجليزية: Logical intuition) هو سلسلة من الصفات الفطرية للتنبؤ والمعرفة والذكاء يرتبط في الغالب بالقدرة على إدراك الحقيقة المنطقية أو الرياضية، والقدرة على حل التحديات الرياضية بكفاءة.
يستخدم الإنسان الحدس المنطقي في إثبات النظريات الرياضية، وتحقق الحجج المنطقية، وتطوير الخوارزميات والاستراتيجيات، وفي سياقات ذات صلة بالتحديات الرياضية. يمكن أن تختلف القدرة على التعرف على الحقائق المنطقية أو الرياضية وتحديد الطرق الفعالة من شخص لآخر، ويمكن أن تكون نتيجة للمعرفة والخبرة التي تخضع للتنمية. قد لا تكون القدرة قابلة للتحقق في برنامج حاسوبي بوسائل أخرى غير البرمجة الجينية أو البرمجة التطورية.

## نظرة تاريخية
اعتبر أفلاطون وأرسطو الحدس وسيلة لإدراك الأفكار، وهو أمر مهم لدرجة أن الحدس بالنسبة لأرسطو كان يمثل الوسيلة الوحيدة لمعرفة المبادئ التي ذات البداهة والاستدلال.
ميز هنري بوانكاريه الحدس المنطقي عن أشكال الحدس الأخرى. ويشير في كتابه قيمة العلم إلى أن:
"...هناك العديد من أنواع الحدس. لقد ذكرت كم يختلف حدس الرقم الخالص، الذي ينبع منه الاستقراء الرياضي الدقيق، عن الحدس الحسي الذي يعتمد بشكل رئيسي على الخيال الوهمي".
ويستمر النص في تعيين دورين للحدس المنطقي: الأول هو السماح للفرد باختيار المسار الذي يتبعه في البحث عن الحقيقة العلمية، والثاني هو السماح للفرد بفهم التطورات المنطقية.
أشار بيرتراند راسل، على الرغم من انتقاده للروحانية المنطقية، إلى أن درجة الوضوح الذاتي [الإنجليزية] وفقًا للحدس المنطقي يمكن أن تختلف من حالة إلى أخرى، وأكد أن بعض الحقائق الواضحة بشكل ذاتي تكاد تكون معصومة عملياً:
عندما يقبل عدد معين من المبادئ المنطقية، يمكن استنتاج البقية منها، ولكن الاقتراحات المستنتجة غالبًا ما تكون بنفس قدر وضوح الاقتراحات التي افترضت دون إثبات. وبالإضافة إلى ذلك، يمكن استنتاج كل الحسابات من المبادئ العامة للمنطق، ولكن الاقتراحات البسيطة في الحساب، مثل "اثنان واثنان يساوي أربعة"، هي بنفس قدر وضوح مبادئ المنطق.
أثبت كورت غودل استنادًا إلى أطروحاته حول نظريات عدم الاكتمال، أنه لا يمكن تحديد منطق ذو قيم متعددة [الإنجليزية] لحساب القضايا المستندة إلى الحدس المنطقي. كما قارن غودل بين الحدس المنطقي والحس الحسي، واعتبر أن المفاهيم الرياضية التي يدركها الإنسان تمتلك وجودًا مستقلاً بذاتها. وبموجب هذا التفكير، قد لا يكون بإمكان العقل البشري الإحساس بمثل هذه المفاهيم المجردة بشكل نهائي.

## مناقشة
يتوقف الاختلاف في الرأي حول قيمة الحدس في السياق المنطقي أو الرياضي عادةً على مدى انتشار تعريف الحدس والأسس النفسية للكلمة. ويتوقف الخلاف بشأن الآثار المترتبة على الحدس المنطقي في مجالات الذكاء الاصطناعي والحوسبة المعرفية بالمثل على التعريفات. ومع ذلك، فإن التشابه بين الطبيعة اللانهائية المحتملة للحدس المنطقي الذي يفترضه غوديل ومعضلة الوعي التي طرحها ديفيد تشالمرز تشير إلى أن عوالم المعرفة الحدسية والوعي التجريبي قد يكون لهما جوانب لا يمكن اختزالها في مفاهيم الفيزياء الكلاسيكية.

## مقالات ذات صلة
- حدس
- نظرية المعرفة
- فلسفة العقل
- فلسفة الرياضيات
- معرفة
- الإدراك العددي
- الوعي
- معضلة الوعي
- روحية شاملة
- المثالية المتعالية
- الحدس
- فرضية الاستمرارية
- الحقيقة المنطقية